# سمندة جميلة
السَّمندة الجميلة هو حشرة من فصيلة ذبابية جندية.